# 이수인 (시인)
이수인은 대한민국의 시인이다. 전라북도 부안에서 태어났다. 문예특기자로 원광대에 진학하였다. 2007년 시전문지 《시문학》을 통해 등단했다. 시낭송가로도 활동하고, CBS-TV에서 시낭송을 진행하기도 하였다. 문예지 《스토리문학》에 드라마 《인생감기》를 발표했고, 수필 《유년의 기억》을 연재하기도 하였다.

## 학력
- 원광대학교 국문학과 졸업
- 서울예술대학 극작과 졸업

## 수상
- 시문학 등단
- 열린문학상 시부문 최우수상
- 독도 사랑예술제 시부문 대상

## 시집
- 《세상에서 가장 행복한 사람》(북스토리, 2005년)
- 《그녀 초승달 따다》(북스토리, 2008년)
- 주간저널 <CNB저널>에 '유년의 기억'이란 주제로 수필연재

## 평가
순수한 사랑을 노래하는 서정적인 시인으로 평가받고 있다.